# Escudo de Noruega
El escudo de armas de Noruega, de forma apuntada, está compuesto por un único campo de fondo rojo (de gules en terminología heráldica) en el que figura un león rampante, erguido y apoyado sobre una de sus patas, coronado y de color amarillo o dorado (de oro). Este león porta un hacha con la hoja de color gris o plata (de plata o argén) con el mango amarillo o dorado (de oro).
El escudo aparece timbrado con la corona real de Noruega. El actual diseño data de 1992 y tiene un carácter esquemático. Se han eliminado los soportes, figuras que rodean con frecuencia a los escudos de armas, que fueron dos leones.

## Blasonamiento
De gules, león coronado de oro sosteniendo un hacha de plata encabada de oro. Al timbre, corona real.

El monarca utiliza una variante como armas personales. En este escudo, como en el estandarte real, se ha mantenido el diseño del león adoptado en el año 1905. El blasón se encuentra rodeado por el collar de la Orden de San Olaf y adornado con un manto real de color púrpura y forrado de armiño. Sobre la corona real se muestra la cimera, un adorno que se situaba sobre el casco. El monarca noruego emplea como cimera el mismo león armado con el hacha que figura en su escudo. Aunque las armas reales han mantenido un diseño más elaborado, en ellas también se han eliminado las figuras de los soportes.

## Historia del escudo
El rey Magnus III, apodado el descalzo (1093-1103) pudo haber sido el primer rey noruego rey que usó un león heráldico en su estandarte, pero esta afirmación no se encuentra sólidamente documentada. La utilización del león como emblema aparece documentada por primera vez durante el reinado de Sverre I (1177-1202), que lo introdujo en su sello. Haakon IV, el viejo (1217-1263),  al ser nieto ilegítimo del rey Sverre, trató de mostrar su ascendencia real adoptando de nuevo la figura del león, que había utilizado su abuelo, pero mostrándola dentro de un blasón. Aunque se desconocen los colores (metales y esmaltes en terminología heráldica) del león y del escudo empleados en aquella época, ya que únicamente los sellos han llegado hasta nuestros días, no existen evidencias que lleven a pensar que pudieron ser diferentes respecto a los empleados en escudos posteriores. Magnus VI (1263-1280), hijo de Haakon, mantuvo al león como emblema pero todavía se representaba sin corona ni hacha.
En 1280, reinando Erico II, se introdujeron en el escudo una corona y un hacha de plata. El hacha es una alusión a la muerte de San Olaf, que falleció el 29 de julio de 1030 en la batalla de Stiklestad, supuestamente herido por esta arma. Enrico II, exaltando la figura de su antecesor que llegó a ser reconocido "Rex Perpetuus Norvegiae" ("Rey Perpetuo de Noruega"), manifestó su influencia creciente en el pulso que mantuvo con las autoridades eclesiásticas. Su hermano y sucesor, Haakon Magnusson (1299-1319) último representante del linaje real por vía exclusivamente masculina, mantuvo las mismas armas reales.
En el caso del escudo de Noruega, también se cumplió la afirmación formulada por el historiador Michel Pastoureau que ha señalado que emblemas heráldicos y sellos aparecieron con el objetivo de facilitar la transmisión de la autoridad y la identificación de sus titulares, se convirtieron por extensión en los del reino y, con el tiempo, representaron también el carácter inmaterial del sentimiento nacional o de pertenencia a un territorio.
Desde el siglo XIV, el diseño de las armas de Noruega ha sido objeto de diversas modificaciones influido por las convenciones y modas heráldicas que se han sucedido. En este sentido, a finales de la Edad Media, el hacha de mango se prolongó hasta llegar a parecerse a una alabarda. La forma curvada del mango tuvo por objeto ajustarse a la forma del escudo, al espacio resultante de la unión de las armas noruegas con otros cuarteles que variaron a lo largo del tiempo y también para adaptarse a la forma de monedas en las que figuró junto al león. En 1844, mediante un decreto real en el que se estableció por vez primera un único diseño oficial, se retiró el hacha con forma de alabarda volviendo a la original con el mango corto. En 1905, se aprobó un nuevo diseño oficial de armas reales y de uso gubernamental creado por el pintor Eilif Peterssen. Se recuperó el modelo medieval del blasón con una forma más apuntada y un león representado más erguido. El diseño vigente en la actualidad data de 1937, aunque cuenta con una pequeña modificación adoptada el 20 de mayo de 1992.
El escudo de uso institucional siempre ha estado timbrado con una la corona real. Sin embargo, durante los conflictos políticos y constitucionales de finales del siglo XIX, los militantes del movimiento republicano liberal contrario a la unión de Noruega con Suecia emplearon escudos sin coronas, como comprobarse en el pendón de Kristiania Folkevæpningssamlag que se exhibe en el Museo de la Ciudad de Oslo. En la moneda acuñada en el periodo de la ocupación alemana durante la Segunda Guerra Mundial, la cifra real fue reemplazada por el escudo con el diseño de 1937, sin la corona real. De esta forma, el régimen de Quisling mantuvo el escudo del león armado con el hacha, aunque el símbolo del Nasjonal Samling (Encuentro Nacional o Unión Nacional), muy semejante a la Reichsadler (águila imperial) de la Alemania nazi también fue utilizado como otro emblema alternativo del Estado. En 1943, el diseño del león fue objeto de una nueva modificación y se introdujo la corona real característica del periodo medieval, abierta, sin diademas. El legítimo gobierno noruego continuó usando el escudo con la corona real cerrada durante su exilio. En los billetes emitidos entre 1945 y 1976 se mostró un diseño alternativo, obra del arquitecto Arnstein Arneberg.

### Escudo integrado en armas compuestas y representación doméstica en solitario
Durante el período en que Noruega formó parte de la Unión de Kalmar (1397–1523) sus armas se unieron en un escudo compuesto con las danesas, las suecas y otras que variaron en los diferentes reinados. Durante la existencia del Reino de Dinamarca y Noruega (1536–1814), el escudo de Noruega se combinó con las armas de los monarcas daneses en un escudo cuartelado con escusón, ocupando el noruego en la mayoría de las versiones la segunda partición. Con la unión personal de Suecia y Noruega (1814–1905), el blasón noruego ocupó una de las divisiones en un escudo partido. Sin embargo, a lo largo de su historia, las armas noruegas continuaron representándose en solitario fundamentalmente en ámbitos domésticos. Las representaciones del escudo fueron muy variadas en lo relativo al diseño pero a continuación se muestran los aspectos más consistentes y tangibles de la evolución del blasón de Noruega.

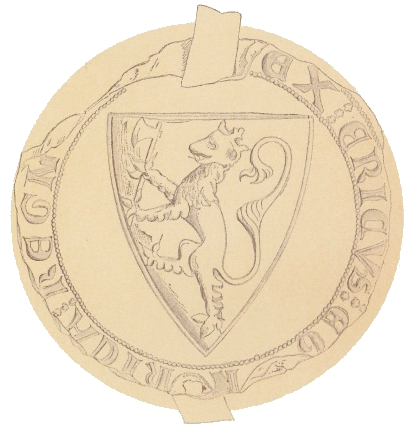
Sello de Erico II (ca.1280)
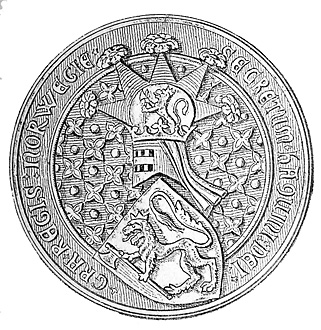
Sello de Haakon V (Reinado: 1299-1319)
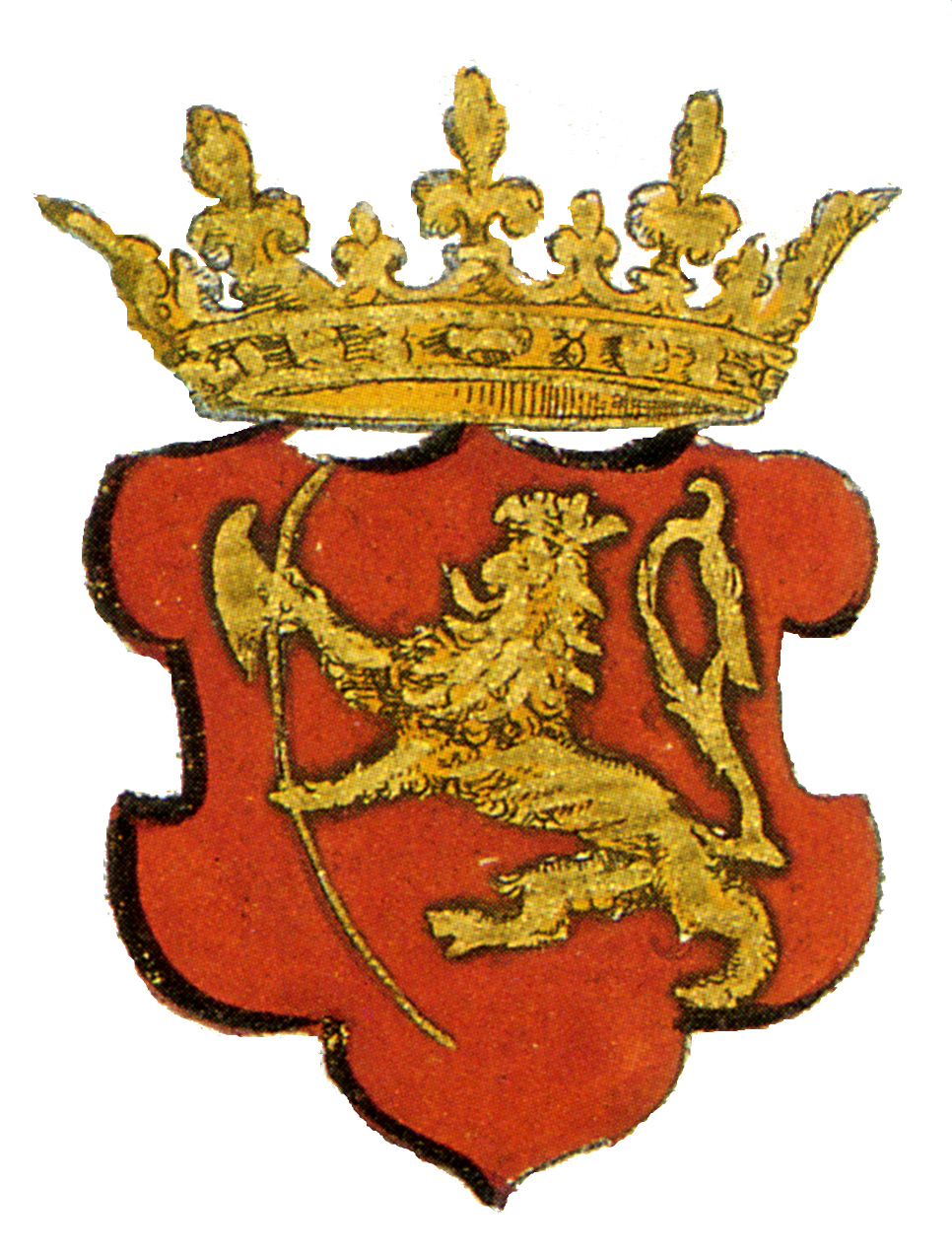
Versión de 1580 Civitates Orbis Terrarum de H. Scholeus, publicado ca. 1580. Al final de la edad Media el hacha fue aumentando de forma progresiva.
Versión de 1733 Procedente de un arco erigido en Trondheim con motivo de una visita real. El mango del hacha ha adoptado una forma curva que se mantendrá hasta 1844.
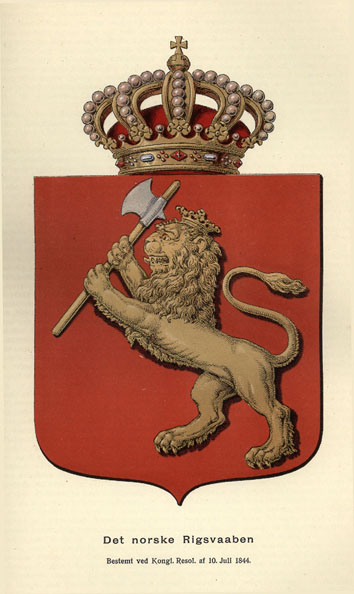
Versión de 1844 Escudo adoptado por resolución real. Primer diseño autorizado con carácter oficial.
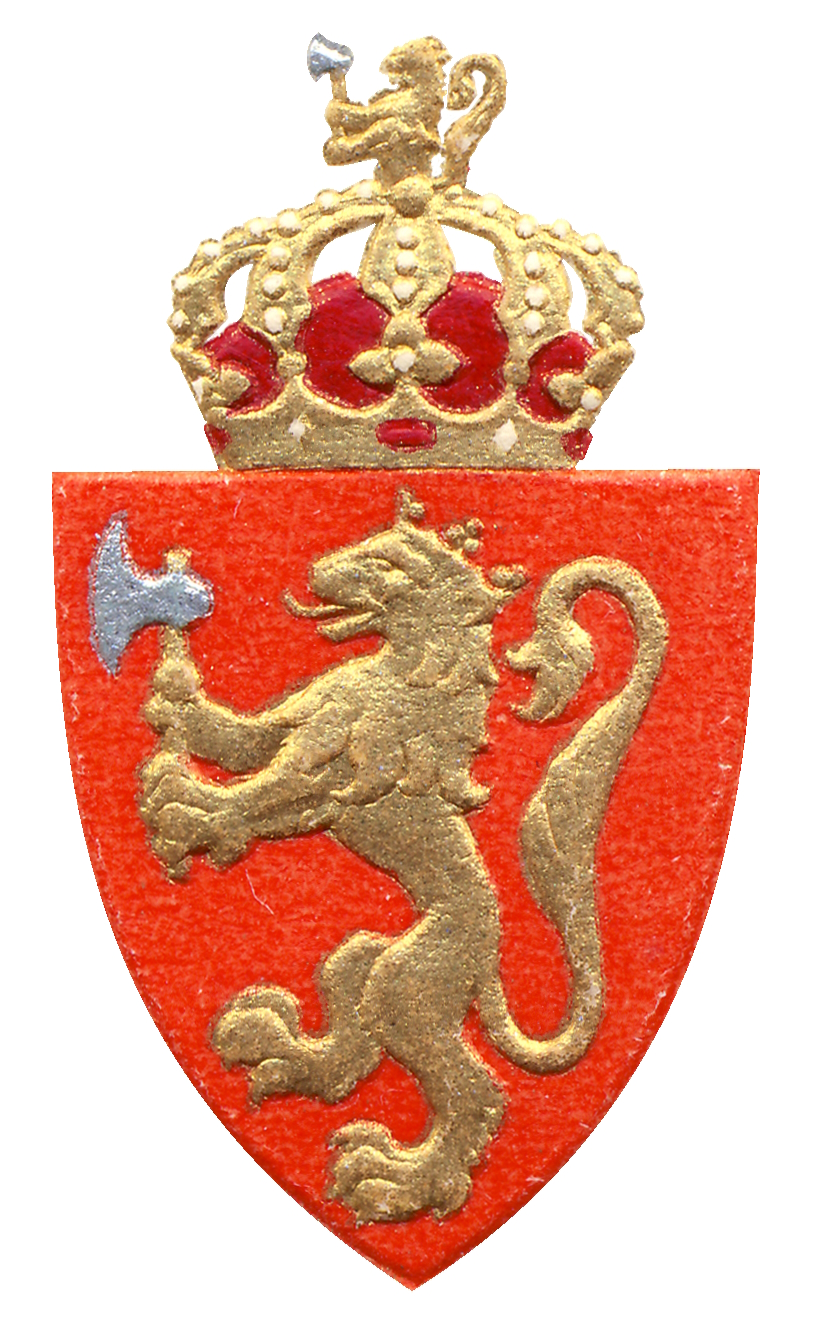
Versión de 1905 Obra de Eilif Peterssen. Diseño conservado en el escudo y estandarte del Monarca.
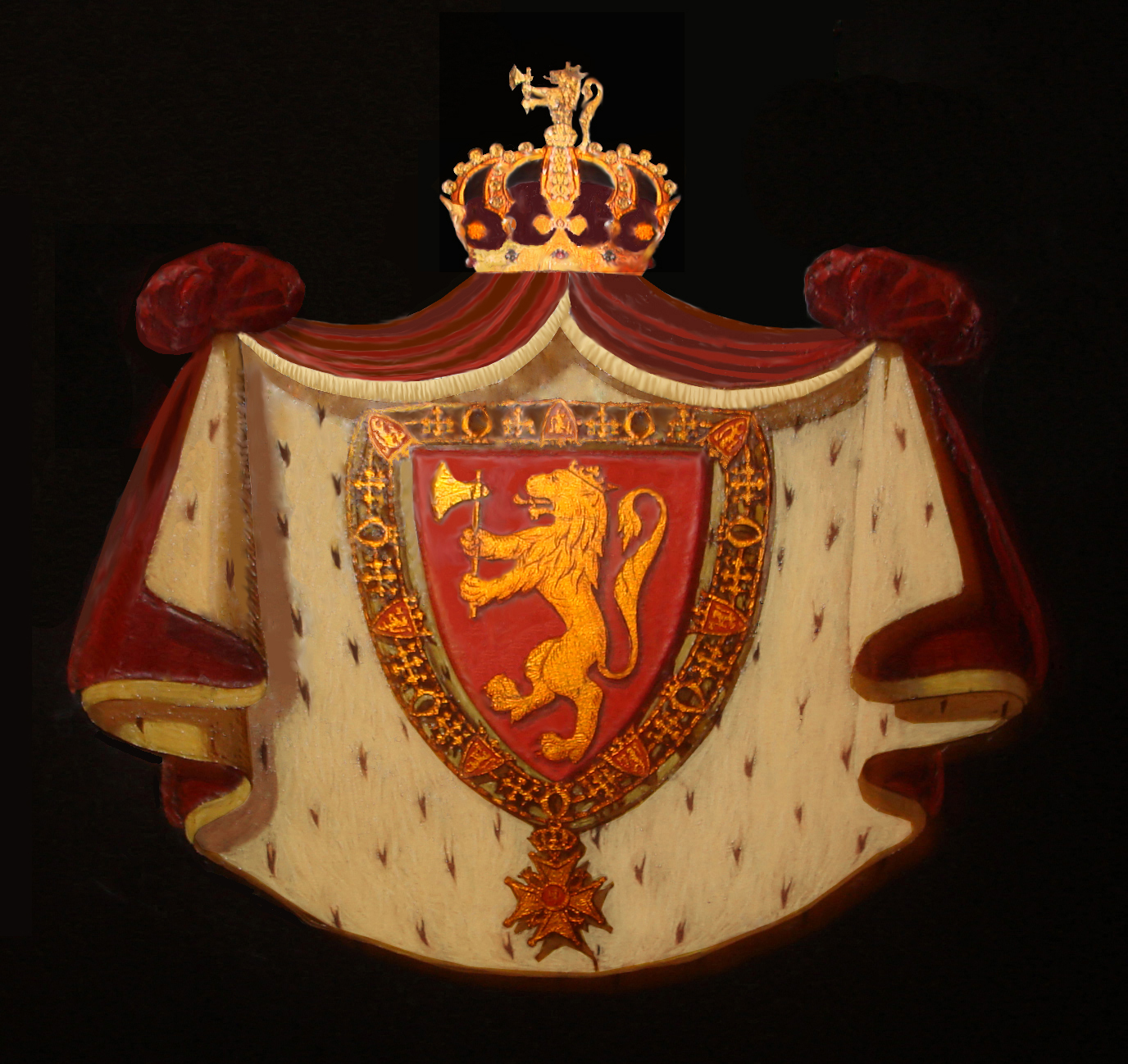
Armas reales Reproducción con motivo de la coronación celebrada en 1906.
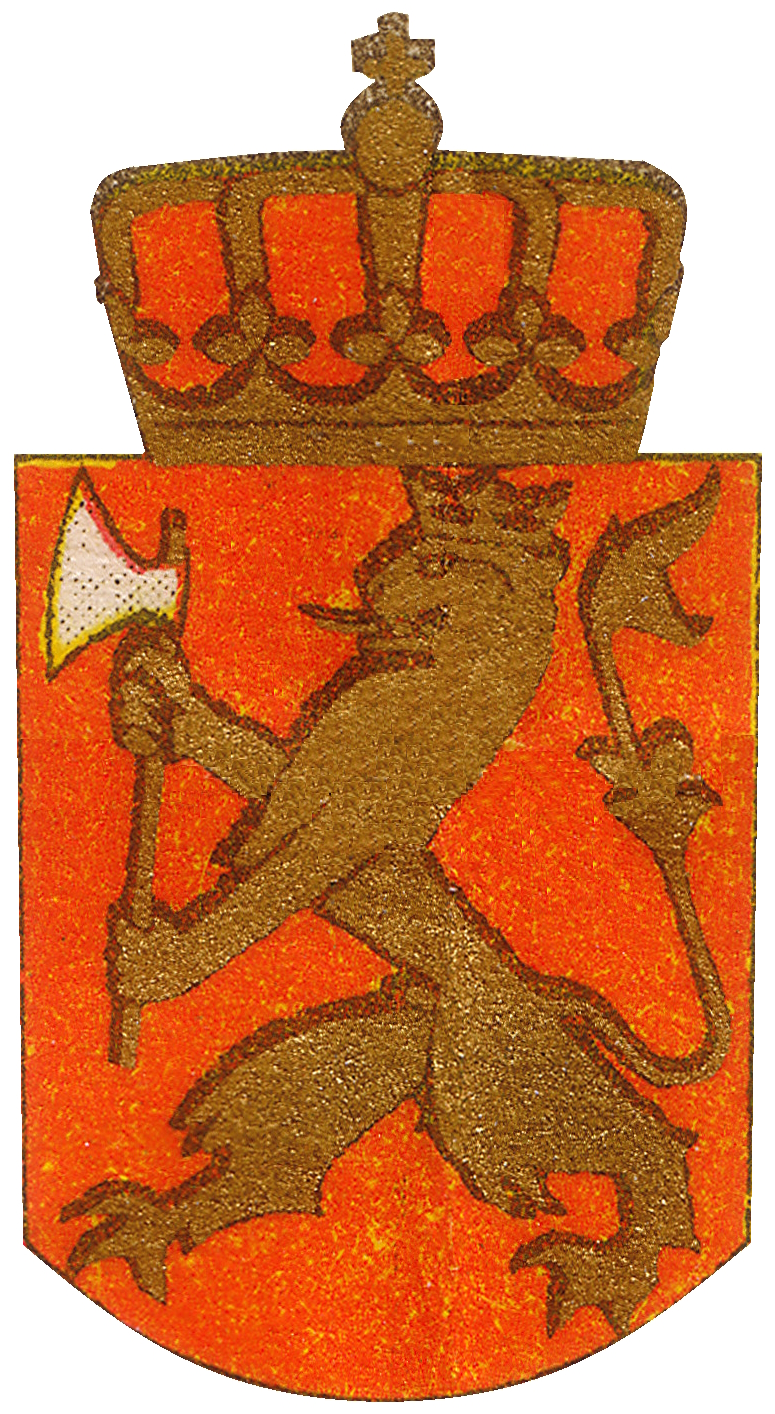
Variante empleada por el Servicio Telegráfico. ca.1940-ca.1950
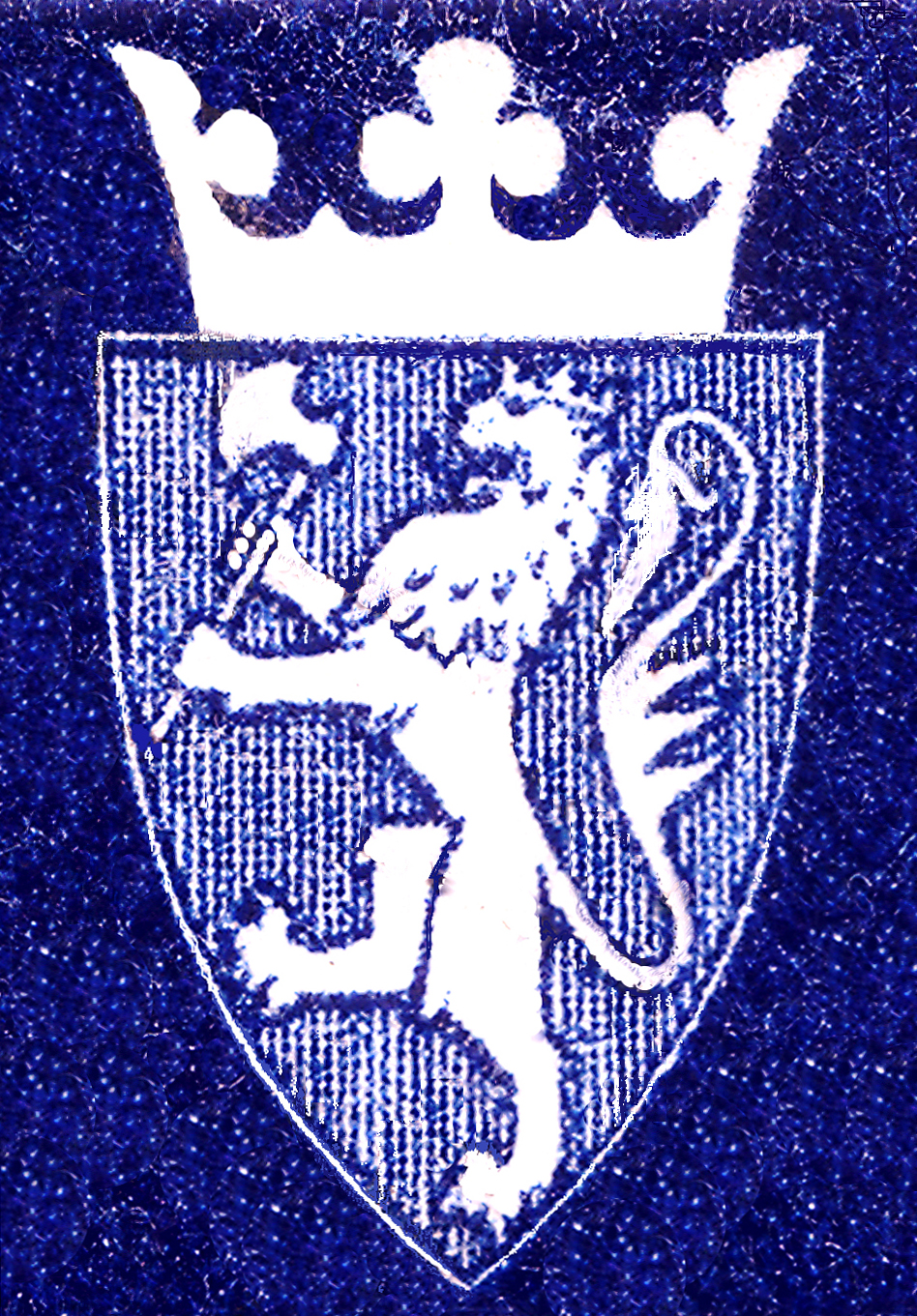
Versión de 1943 Régimen de Quisling,  ocupación alemana.
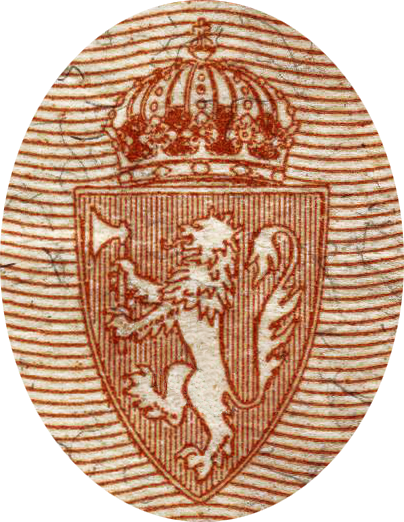
Variante reproducida en los billetes emitidos entre 1945-1976. Diseño de A. Arneberg.

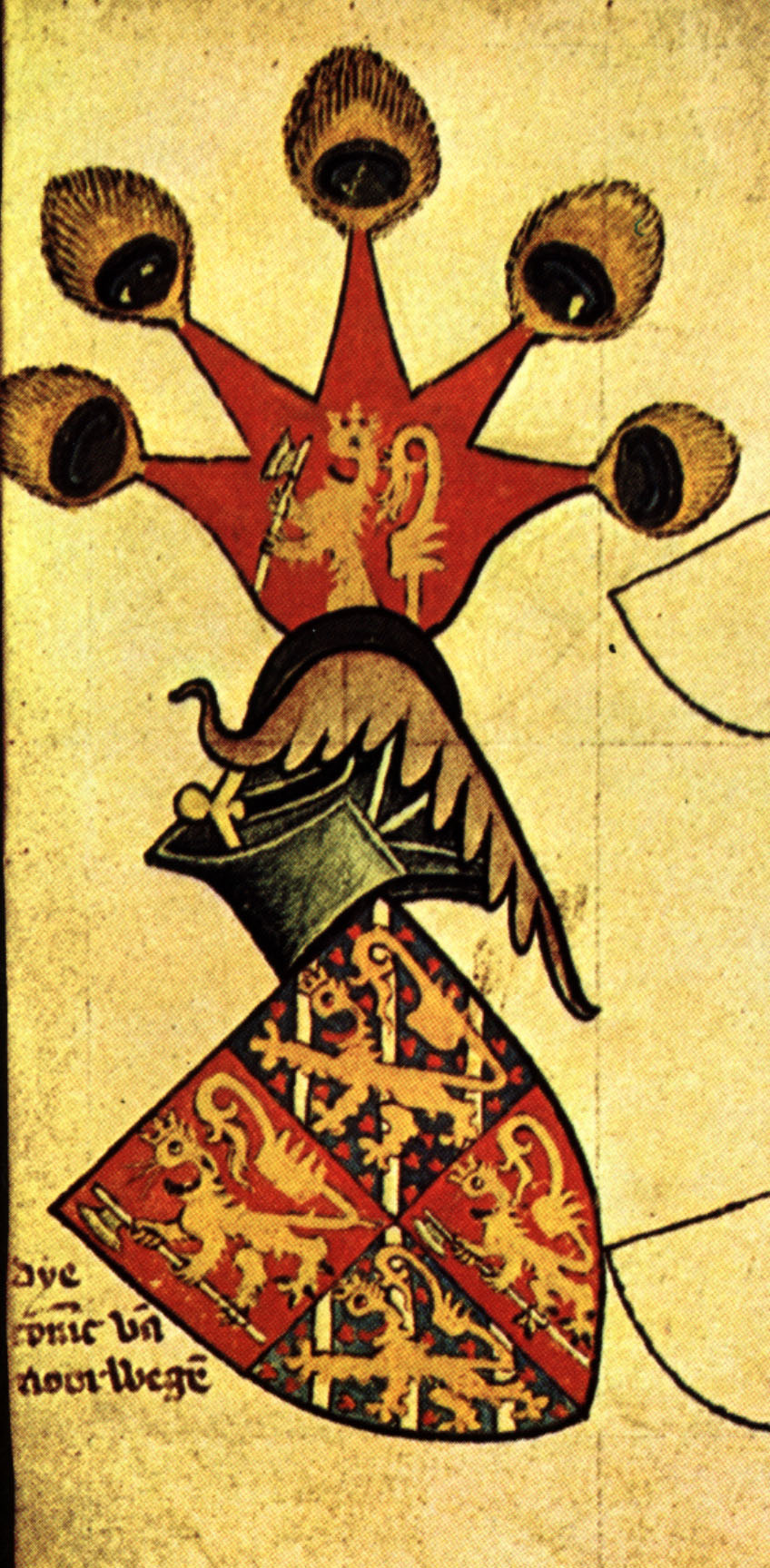
Escudo de Haakon VI (Reinado: 1343-1380) Armas de Noruega y Suecia (Noruega en la primera y cuarta  partición).
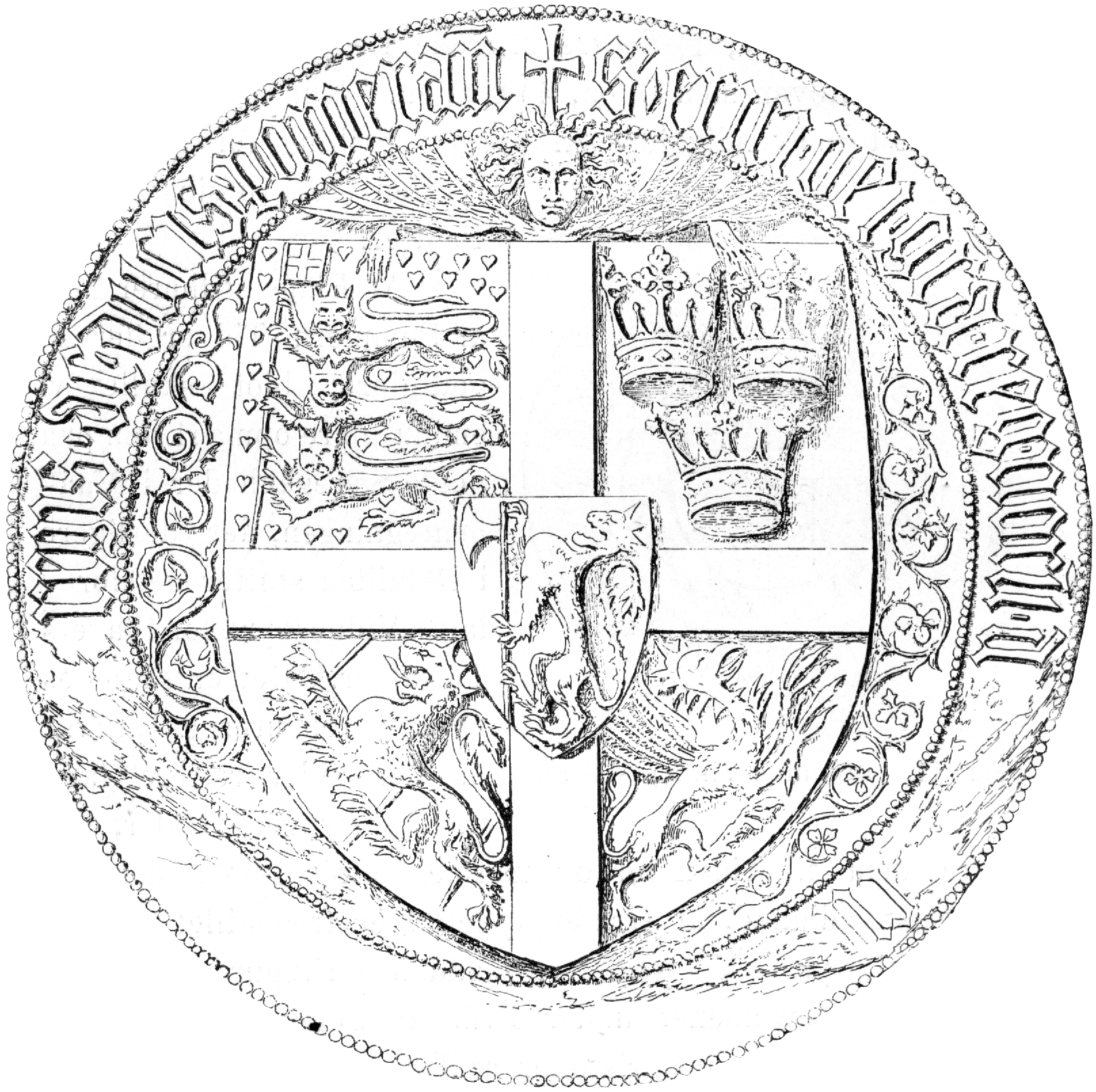
Sello de Erico III Monarca de la Unión de Kalmar. (ca.1398) Armas de Dinamarca, Suecia, Pomerania, Casa de Bjälbo y Noruega (en escusón central).
Armas de Cristóbal de Baviera Monarca de la Unión de Kalmar. (Reinado: 1542-1548) Armas de la Casa de Bjälbo y Baviera. En escusón: Dinamarca, Suecia, Noruega (tercera partición) y "rey de los vándalos".
Armas reales de la Unión de Kalmar (1448-1523) Armas de Dinamarca, Suecia, Noruega (tercera partición) y "rey de los vándalos". En escusón: Holstein y Schleswig; sobre el todo, Oldemburgo.
Armas de Federico I (Reinado: 1523-1533) Armas de Dinamarca, Noruega (segunda partición), Schleswig y Holstein. En escusón: Oldemburgo.
Armas de Cristián III (Reinado: 1533-1559) Armas de Dinamarca, Noruega (segunda partición), Suecia, "rey de los godos" y "rey de los vándalos". En escusón: Schleswig, Holstein, Stormarn y Oldemburgo.
Armas reales de Dinamarca y Noruega (1559-1699) Armas de Dinamarca, Noruega (segunda partición), Suecia, "rey de los godos" y "rey de los vándalos". En escusón: Schleswig, Holstein, Storman, Dithmarschen; sobre el todo, Oldemburgo y Delmenhorst.
Escudo de Federico IV (Reinado: 1699-1730) (Véase anterior)
Armas reales de Dinamarca y Noruega (1699-1814) Armas de Dinamarca, Noruega (segunda partición), Suecia, Schleswig, "rey de los godos" y "rey de los vándalos". En escusón: Holstein, Stormarn, Dithmarschen; sobre el todo, Oldemburgo y Delmenhorst.
Escudo de la Unión personal de Suecia y Noruega (1814-1844) Armas de Suecia, Noruega (primera partición), Casa de Bjälbo. En escusón: Casa de Vasa y Casa de Bernadotte.
Escudo de la Unión personal de Suecia y Noruega (1844-1905) Armas de Suecia y Casa de Bjälbo, Noruega (segunda partición), Casa de Bjälbo. En escusón: Casa de Vasa y Casa de Bernadotte.

- Sello de Erico III
Monarca de la
Unión de Kalmar.
(ca.1398)
Armas de Dinamarca, Suecia, Pomerania, Casa de Bjälbo y Noruega
(en escusón central).
- Armas de
Cristóbal de Baviera
Monarca de la
Unión de Kalmar.
(Reinado: 1542-1548)
Armas de la Casa de Bjälbo y Baviera. En escusón: Dinamarca, Suecia, Noruega (tercera partición) y "rey de los vándalos".
- Armas reales de la
Unión de Kalmar
(1448-1523)
Armas de Dinamarca, Suecia, Noruega (tercera partición) y "rey de los vándalos". En escusón: Holstein y Schleswig; sobre el todo, Oldemburgo.
- Armas de Federico I (Reinado: 1523-1533)
Armas de Dinamarca, Noruega (segunda partición), Schleswig y  Holstein. En escusón: Oldemburgo.
- Armas de Cristián III  (Reinado: 1533-1559)
Armas de Dinamarca, Noruega (segunda partición),  Suecia , "rey de los godos" y  "rey de los vándalos". En escusón: Schleswig, Holstein, Stormarn y Oldemburgo.
- Armas reales de Dinamarca y Noruega
(1559-1699)
Armas de Dinamarca, Noruega (segunda partición), Suecia, "rey de los godos" y "rey de los vándalos". En escusón: Schleswig, Holstein, Storman, Dithmarschen; sobre el todo, Oldemburgo y Delmenhorst.
- Escudo de Federico IV (Reinado: 1699-1730)
(Véase anterior)
- Armas reales de Dinamarca y Noruega
(1699-1814)
Armas de Dinamarca, Noruega (segunda partición), Suecia, Schleswig, "rey de los godos" y "rey de los vándalos". En escusón: Holstein, Stormarn, Dithmarschen; sobre el todo, Oldemburgo y Delmenhorst.
- Escudo de la
Unión personal de
 Suecia y Noruega
(1814-1844)
Armas de Suecia, Noruega (primera partición),  Casa de Bjälbo. En escusón: Casa de Vasa y Casa de Bernadotte.
- Escudo de la
Unión personal de
 Suecia y Noruega
(1844-1905)
Armas de Suecia y Casa de Bjälbo, Noruega (segunda partición),  Casa de Bjälbo. En escusón: Casa de Vasa y Casa de Bernadotte.